# Stig Henrik Hoff
Stig Henrik Hoff (Vadsø, 4 febbraio 1965) è un attore norvegese.
È cresciuto a Berlevåg e Fiskum. Il suo soprannome è "hoffer'n".

## Filmografia
- Byttinger, regia di Sigve Endresen (1991)
- Brent av frost, regia di Knut Erik Jensen (1997)
- Livredd, regia di Are Kalmar (1997)
- 1732 Høtten, regia di Karin Julsrud (1998)
- Når mørket er forbi, regia di Knut Erik Jensen (2000)
- Pelle Politibil, regia di Thomas Kaiser (2002)
- Capo Nord, regia di Carlo Luglio (2003)
- Fia, piccola maga (Fia og klovnene), regia di Elsa Kvamme (2003)
- Den som frykter ulven, regia di Erich Hörtnagl (2003)
- Hawaii, Oslo, regia di Erik Poppe (2004)
- Gymnaslærer Pedersen, regia di Hans Petter Moland (2006)
- Mirakel, regia di Thomas Kaiser (2006)
- Kautokeino-opprøret, regia di Nils Gaup (2008)
- Ulvenatten, regia di Kjell Sundvall (2008)
- Max Manus, regia di Joachim Rønning ed Espen Sandberg (2008)
- La cosa (The Thing), regia di Matthijs van Heijningen Jr. (2011)
- Prigionieri del ghiaccio (Into the White), regia di Petter Næss (2012)
- Gnade, regia di Matthias Glasner (2012)
- In ordine di sparizione (Kraftidioten), regia di Hans Petter Moland (2014)
- The Last King (Birkebeinerne), regia di Nils Gaup (2016)
- Narvik (Kampen om Narvik), regia di Erik Skjoldbjaerg (2022)

### Televisione
- Grenseland - Terra di confine (Grenseland) (2017)
- Beforeigners - serie TV, 4 episodi (2019)

## Doppiatori italiani
- Massimo Lodolo in Hawaii, Oslo